# Jelsnes
Jelsnes este o localitate din comuna Sarpsborg, provincia Østfold, Norvegia, cu o suprafață de 0,21 km² și o populație de 296 locuitori (2013).